# Geovanni Banguera
Geovanni Banguera Delgado (El Charco, Nariño, Colombia; 15 de diciembre de 1995) es un futbolista colombiano. Juega de arquero y actualmente milita en Águilas Doradas de la Categoría Primera A de Colombia.

## Trayectoria

### Deportivo Pasto
Sus inicios en el fútbol los hizo en la ciudad de Cali en equipos como Niches F.C y Sol de América, también ha hecho procesos de formación en el Deportivo Pasto.
Profesionalmente debutó en la Copa Colombia 2014 en la derrota de su equipo el Deportivo Pasto 2-0 contra el Cortuluá. 
En el equipo volcánico disputó 3 partidos en total todos por copa, sumando 270 minutos en cancha y recibiendo 5 goles.

### Atlético Huila
Hizo su debut el 7 de noviembre de 2015 en el empate 2-2 entre Atlético Huila y Junior.

## Clubes
| Club                | País     | Año         | PJ |
| ------------------- | -------- | ----------- | -- |
| Deportivo Pasto     | Colombia | 2014        | 3  |
| Atlético Huila      | Colombia | 2015 - 2018 | 54 |
| Santa Fe            | Colombia | 2019        | 17 |
| Atlético Huila      | Colombia | 2019 - 2022 | 53 |
| Patriotas Boyacá    | Colombia | 2022 - 2023 | 5  |
| Jaguares de Córdoba | Colombia | 2023 - 2024 | 44 |

## Palmarés

### Campeonatos nacionales
| Título    | Club           | País     | Año  |
| --------- | -------------- | -------- | ---- |
| Primera B | Atlético Huila | Colombia | 2020 |